# 焼き鳥
焼き鳥（やきとり）は、鶏肉を一口大に切ったものを串に刺して直火焼き（串焼き）したもの。
本項では日本料理としての焼き鳥について記す。鶏肉以外の副材料を使ったり、鶏以外の肉の串焼きを「焼き鳥」と称することもある（「#鶏以外の肉・野菜など」参照）。

## 概要
鍋や甕または鉄板などの調理器具を使用しなくても調理が可能なあぶり焼きという方法は、山野で得た獲物を食べるには都合の良い方法であり、古来行われている。しかし、丸焼きでは調理に時間が掛かると共に、その大きさや骨のために食べにくい。このため、現代の料理店では、肉を小さく切って串（たいていは竹材）に刺す方法が多くとられている。
焼き鳥は、「焼き鳥屋」という専門の料理店で供されることも多い。このような専門店では、雀などの小鳥を切らずに串焼きにした元々の焼き鳥を販売している事もある。また、近年では居酒屋のメニューとしても一般的である。多くの場合、鶏肉を含めた鳥類を前述のように串刺しに調理したものを「焼き鳥」と言うが、同様の調理法で鶏肉以外の素材を焼いたいわゆる「串焼き」全般を「焼き鳥」と呼ぶ場合もある。具体的には、豚肉や豚・牛のもつなどを素材として同様に串に刺して調理したもの、野菜の串焼き（ネギ、タマネギ、ニンニク、椎茸、銀杏など）あるいは野菜を豚肉やベーコンで巻いた串焼き料理を焼き鳥のメニューとして提供するなどがその例であるが、使用する材料には地域差が大きい（後述）。豚（特に豚の内臓肉）の串焼きについては「やきとん」と称するところもある。また、もつを使用したものはホルモン焼きと呼ぶ事もある。鶏肉を使用する場合でも、様々な部位（正肉以外の内臓肉も）を用いたものもある。
日本各地における消費は、青森県と徳島県が多く、次いで関東地方と甲信越地方となっている。
職人の間では「串打ち三年、焼き一生」と言われており、串に刺す鶏肉が均一に焼けるように刺す技術以上に、焼き上げる技術が大切とされる。焼き上げの手間を省くための自動串焼き機も存在する。

## 歴史
平安時代の『類聚雑要抄』には、餐宴の料理として「鳥焼物」が記載されている。
中世の『包丁聞書』には、「鶉のやき鳥には、両羽を切り広げ、其上に檜葉を置盛也、是を葉改敷といふ也」と記述されている。
1643年の料理本『料理物語』に鳥料理があり、その中に焼き鳥の文字が見える。山鳥(やまどり)、鸞(ばん)、鴫(しぎ)などであり、鶏は「煎り鳥」に調理されたが、鳥類の多くは串焼きとされていた。
1674年の『江戸料理集』には「焼鳥には鴫類、うずら、ひばり、小鳥類、雉子、山鳥、ひよ鳥、つぐみ、雀、鷺類、鳩、けり、鷭（ばん）」と、「各種の焼き鳥」について言及されている。
1682年頃の『合類日用料理抄』では焼き鳥の「調理方法」が記載されており、
鳥を串に刺し、薄霜ほどに塩をふりかけ焼き申し候。よく焼き申し時分、醤油の中へ酒を少加え、右の焼鳥をつけ、又一変つけて其の醤油の乾かぬ内に座敷へ出し申し候
と記述されている。
神社の参道では江戸時代から続く雀の焼き鳥屋が名物であった。若月紫蘭の『東京年中行事 - 雑司ヶ谷鬼子母神会式』（1911年）には次のように記述されている。
尚、序にこのお祭の名物と言うのは、平生からも名物である小鳥の雀焼...境内に至るまでの長い道の両側で盛んに客を呼んでいる
祭の名物であり、盛んに売られているものとして焼き鳥が挙げられている。
明治時代の貧民街ルポルタージュである松原岩五郎『最暗黒の東京』では屋台についての記述があり、新橋から万世橋まで多数の店が出ていたと記述されている。
居酒屋の前には焼鳥、焼鯣（やきするめ）、炙（やき）唐もろこしと匂をもって道を塞ぎ
焼鳥等の屋台店はもっぱらにこの彼ら夜業の車夫によって立つもの
この類の露店午後十時の通行において新橋より万世橋までの総計かつて八十六個を算えき
焼鳥―煮込みと同じく滋養品として力役者の嗜み喰う物。シャモ屋の庖厨より買出したる鳥の臓物を按排して蒲焼にしたる物なり。一串三厘より五厘、香ばしき匂い忘れがたしとて先生たちは蟻のごとくに麕って賞翫す
第二次世界大戦後は、闇市だけではなく、焼き鳥店の店舗数が爆発的に増えていった。今日では、日本各地で食べられるようになり、「日常の安価な軽食」また中には立派な店で提供するメニューの一部へも取り入れられるなど幅も広がっている。
東京の新橋周辺では、21世紀の今日でもJR線のいわゆるガード下などにそれら多くの店が残っているだけでなく、新しい店舗も増えている事から、「焼き鳥横丁」や「焼き鳥ロード」なども呼ばれる。サラリーマンが帰宅時に寄り道する所としてメディアに取り上げられる事も多い。
英米では焼き鳥の普及が遅かったようであり、明治大学政治経済学部教授で文学者のマーク・ピーターセンの調査によると"yakitori"が初めて英語として現れたのは1962年のことである。

## 販売形態

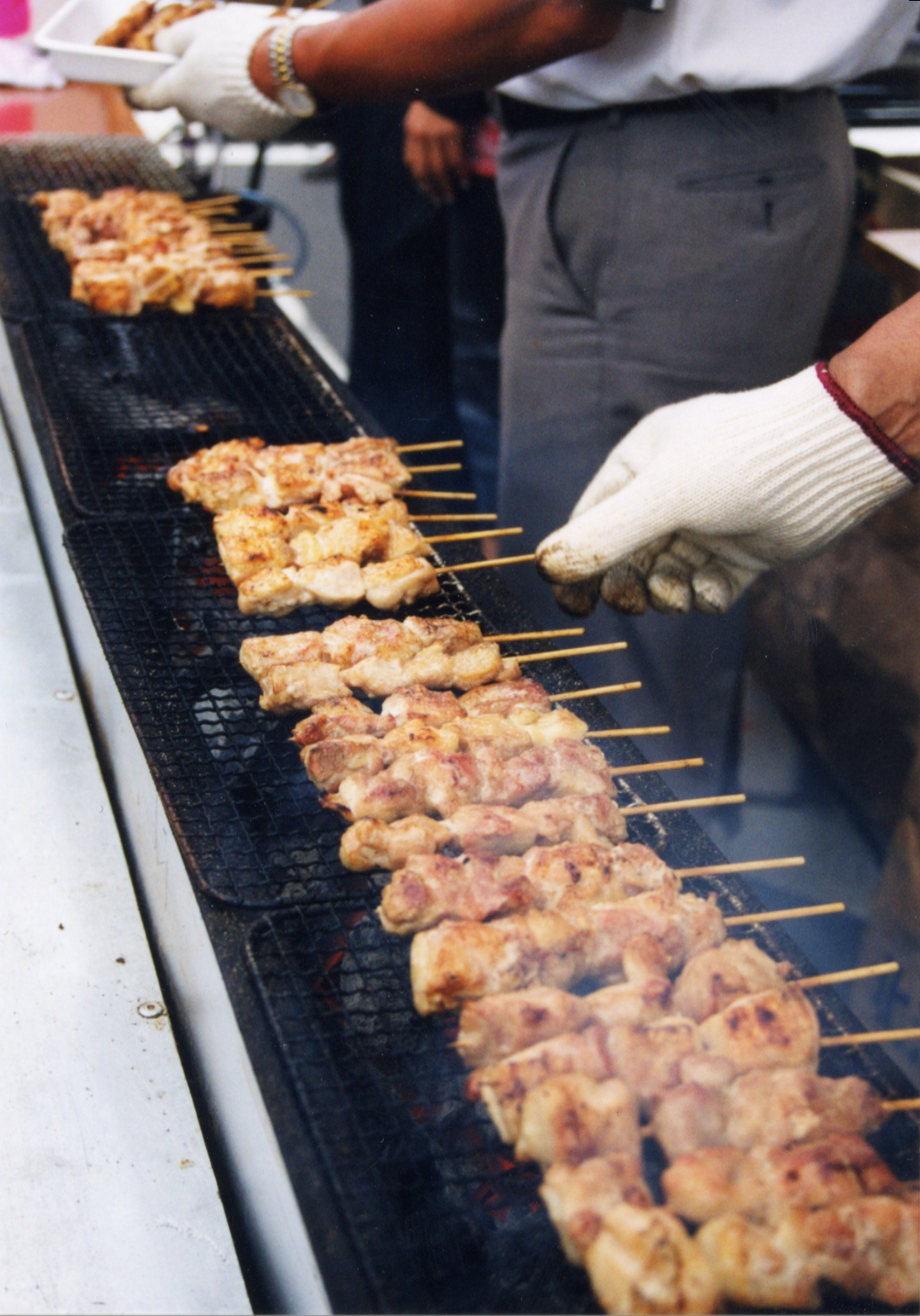
祭の屋台で調理している様子

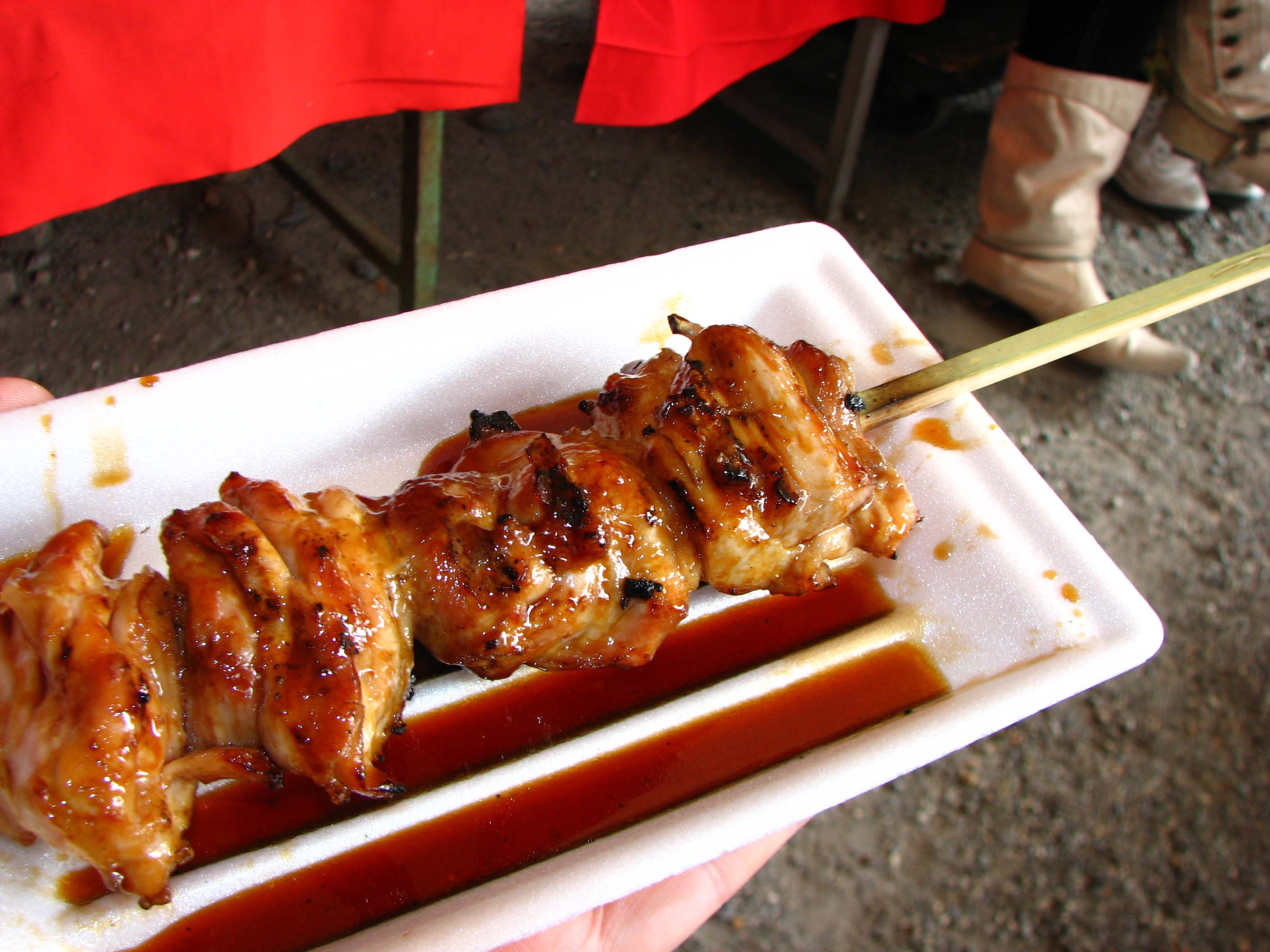
露店の持ち帰り

多くは前述の通り、「焼き鳥屋」「焼き鳥店」と呼ばれる専門の店舗で販売される。焼き鳥屋には持ち帰り専門の店や、一般的な飲食店形式の店があるが、後者でもお土産として持ち帰りを受け付ける店舗がある。また、縁日などでは、屋台や露天売りも多く存在し、それらもその場で立食したり、お土産として持ち帰られたりするなど様々である。焼き鳥専門店は、個人店舗の他にチェーンストアの店舗も見られる。
焼き鳥屋以外では、居酒屋・小料理屋などのメニューとなっている。また、スーパーマーケットの惣菜売場や精肉店、コンビニエンスストアでも、商品として売られていることがある。形態としては焼いていないもの、焼き上げたもの、またそれらを真空パックにしたもの、冷凍のもの、缶詰などもある。焼き鳥の缶詰（串に刺さった形や鶏焼き肉の缶詰なども）は自動販売機で販売されている事もある。
駅弁など弁当（焼き鳥弁当）にもされている。食べやすさを考えて焼いた後に串から外している場合もある。

## 作り方
焼き鳥は串を使って作りあげる上で、焼き鳥の串打ちをする必要がある。焼き鳥の串打ちを間違えると、炭の上に置いて焼き上げる時に串がクルクルと回ってなかなかうまく焼けないといった問題が起こる。焼き鳥の串打ちを専門にしている業者もあるほど、焼き鳥の串打ちは複雑化している。
工業的生産においても串打ちの機械化はなされておらず、手作業で串打ちを行っている。

## 調理
焼き鳥を調理する調理器具は、「焼き鳥器」と呼ばれる調理装置やコンロの上に「焼き台」を載せたものなどを使用する。また焼き方にこだわり、木炭（場合によっては高価な備長炭）を使用して焼き上げる店も多い。炭火の特徴である、高い温度・強い火力（赤外線）・水蒸気を生じないことを利用し、材料の内部まで短時間で火を通し表面をカリッと仕上げる。黒炭・ガス・電気を使用する場合もあるが、炭火で焼いたものが香りや食感がよく美味とされている。また炭に落ちる肉汁や脂や調味料が焼き鳥を燻製のように燻す状態となり味と香りが良くなる。電気式の焼き鳥器は、ほとんどのメーカーが感電防止のためヒーターに三相交流200Vを直接流さず、重量がかさむ変圧器で数十Vに下げて流す方式を採用しているため、卓上型でも重量が100kgを優に超える。
金網を使用したり、また「自動焼き鳥器」を使用したりする場合もある他、半製品の加熱調理により供される場合もある。

### 味付け

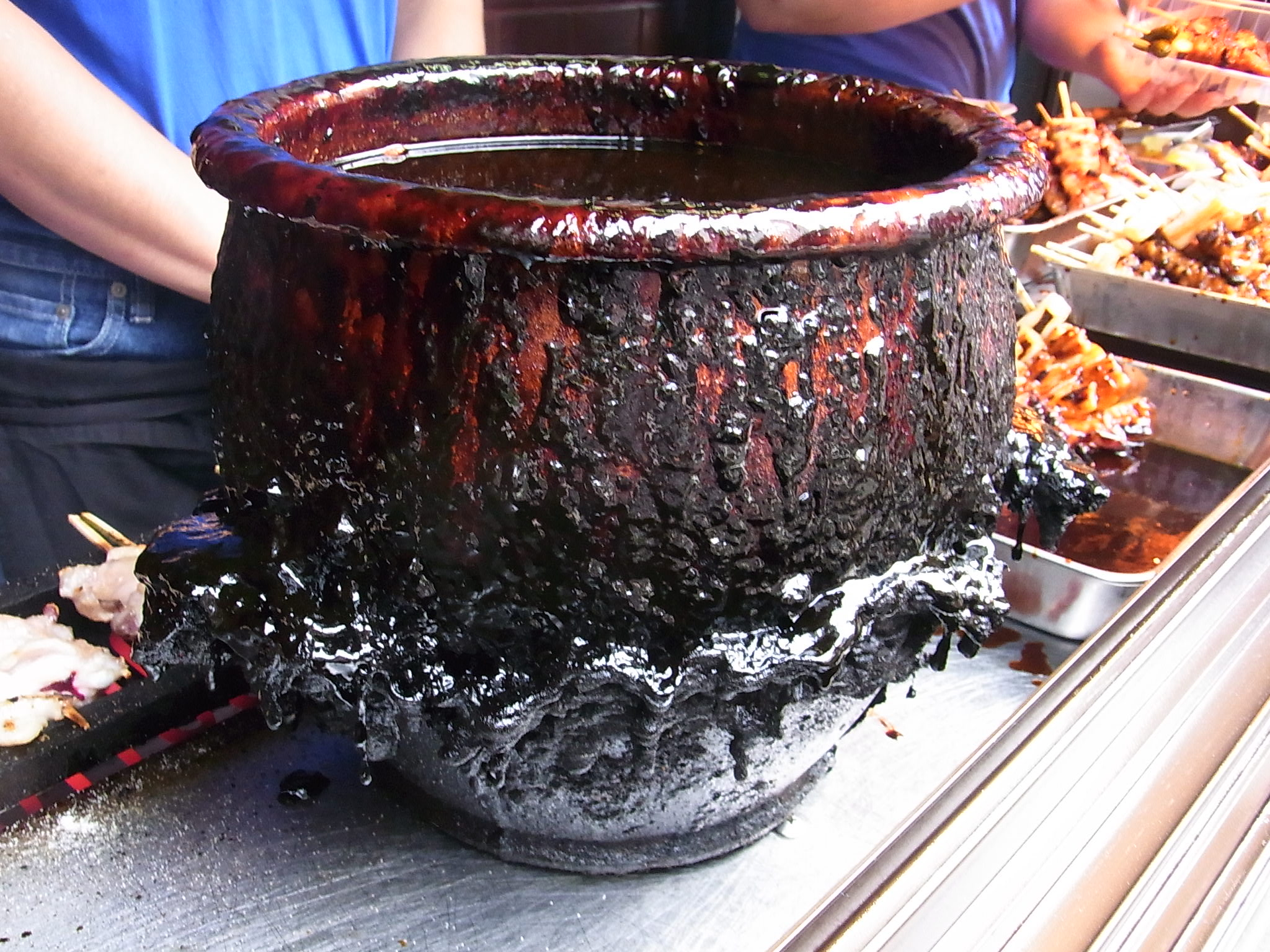
焼き鳥のタレ（東京都港区麻布十番 2010年6月19日撮影）

串に刺したものを焼き上げるが、その前・その途中・焼き上げた後などに味付けを行う。
味のタイプは主に2種類とされており、塩を主に使用した「塩（しお）」と、醤油、味醂、酒、砂糖などから調整された甘辛いタレをつけて焼いた「タレ」である。焼き鳥の種類や店舗によっては塩またはタレのみのものもある。食べる際に香辛料を使用する事もあり、好みで一味唐辛子、七味唐辛子、粉山椒、ワサビ、胡椒などが用いられる。
タレの場合は、食材を通す際に食材の脂やうま味などがタレに混ざっていきタレ自体の味が熟成されていくことから、タレを長期間入れ替えずに使用する店舗も多い。塩の場合は、塩味の付け方やタイミングなどによって焼き鳥の味が異なってくる。味噌だれを使う地域・店もある（「#東松山（埼玉県）」参照）。

## 種類
既出のように、様々な材料や部位を使用する。焼き鳥屋では、しばしばそのメニューに独特の用語を用いる事もある。また、地域差が大きい。

### 鶏

#### たれ
| 画像             | 名称     | 別称                     | 部位             | 解説 |
| ---------------- | -------- | ------------------------ | ---------------- | --- |
| やきとりのねぎま | ねぎま   |                          |                  | もも肉あるいは胸肉を葱と交互に挿したもの。葱の代わりにニンニクが用いられる場合もある。 ねぎまの「ま」は「鮪」を指しており、戦後に鮪の価格が高騰したことで、鶏肉が代用され名称のみが残った。 |
| やきとりのかわ   | かわ     |                          |                  | |
| やきとりのつくね | つくね   |                          |                  | |
|                  | 正肉     | 単に「鳥」、方言でかしわ | もも肉または胸肉 | |
| やきとりのレバー | レバー   | アカ、肝                 | 肝臓             | |
| やきとりのハツ   | ハツ     | ココロ、ヘルツ、ハート   | 心臓             | |
|                  | まめ     | まめ肝                   | 脾臓             | |
|                  | 白レバー |                          | 肝臓             | フォアグラのように肥大化した肝臓 |
|                  | きんかん | チョウチン               | 内臓の未成熟卵   | |
|                  | トサカ   | 冠                       | 鶏冠             | |
|                  | カン     |                          | 心臓上部の 血管  | |

#### 塩
| 画像               | 名称     | 別称                                     | 部位                       | 解説                                                             |
| ------------------ | -------- | ---------------------------------------- | -------------------------- | ---------------------------------------------------------------- |
| やきとりの手羽先   | 手羽先   |                                          | 翼                         |                                                                  |
| やきとりのささみ   | ささみ   |                                          |                            | 胸に近く脂が少ない笹の葉に似た部位                               |
| やきとりのせせり   | せせり   | ネック、きりん                           | 首の周りの肉               |                                                                  |
| やきとりのハツ     | ハツ     | ココロ、ヘルツ                           | 心臓                       |                                                                  |
| やきとりのつくね   | つくね   |                                          |                            | 挽き肉を団子状または棒状にしたもの。卵黄と共に食べることもある。 |
| やきとりのヤゲン   | ヤゲン   | なんこつ                                 | 胸部の軟骨                 | 薬研に形が似ることから。                                         |
| やきとりのぼんじり | ぼんじり | ボンチリ、ボンボチ、三角、テール、ヒップ | 尻の肉（尾部先端の脂肪質） |                                                                  |
| やきとりの砂肝     | 砂肝     |                                          | 砂嚢                       |                                                                  |

### 鶏以外の肉・野菜など
| 画像           | 名称           | 別称                                | 部位                           | 解説                                                                       |
| -------------- | -------------- | ----------------------------------- | ------------------------------ | -------------------------------------------------------------------------- |
| 牛串           | 牛串           |                                     |                                |                                                                            |
| 豚バラ         | 豚バラ         | 精肉                                | 豚のばら肉                     |                                                                            |
| カシラ(網焼き) | カシラ         |                                     | 豚の頬肉                       |                                                                            |
|                | 豚トロ         | Pトロ                               |                                | 豚の頬から肩にかけての霜降りの肉                                           |
|                | ハラミ         | サガリ                              | 牛の横隔膜                     |                                                                            |
|                | ハツ           | ヘルツ                              | 心臓                           |                                                                            |
|                | シロ           | シロモツ（白物）、ダルム 、ホルモン | 豚の腸                         |                                                                            |
|                | ハツモト       | コリコリ、タケノコ、フエ、センポコ  | 牛や馬の心臓につながる太い血管 |                                                                            |
|                | 豚足           |                                     |                                |                                                                            |
|                | レバー         |                                     | 豚の肝臓                       |                                                                            |
|                | ナンコツ       |                                     |                                |                                                                            |
|                | ガツ           | 豚の胃                              |                                |                                                                            |
|                | アブラ         | 背油                                |                                |                                                                            |
|                | コブクロ       |                                     | 子宮                           |                                                                            |
|                | コブクロモト   |                                     | 膣                             |                                                                            |
| スズメ         | スズメ、ウズラ |                                     |                                | 丸焼きの状態で出される。                                                   |
|                | ウズラ卵       |                                     |                                |                                                                            |
|                | いかだ（筏）   |                                     |                                | ネギ（長ネギ）だけを串に刺したもの                                         |
|                | キノコ         |                                     |                                | シイタケ、エノキ、エリンギなど                                             |
|                | 銀杏           |                                     |                                |                                                                            |
|                | ニンニク       |                                     |                                |                                                                            |
|                | 厚揚げ         |                                     |                                |                                                                            |
|                | 野菜           |                                     |                                | シシトウ、ミニトマトなど。ベーコンなど他の材料と組み合わされる場合もある。 |
|                | 魚介類         |                                     |                                | エビ、イカ、ホタテ、シシャモなど                                           |

## 地域差

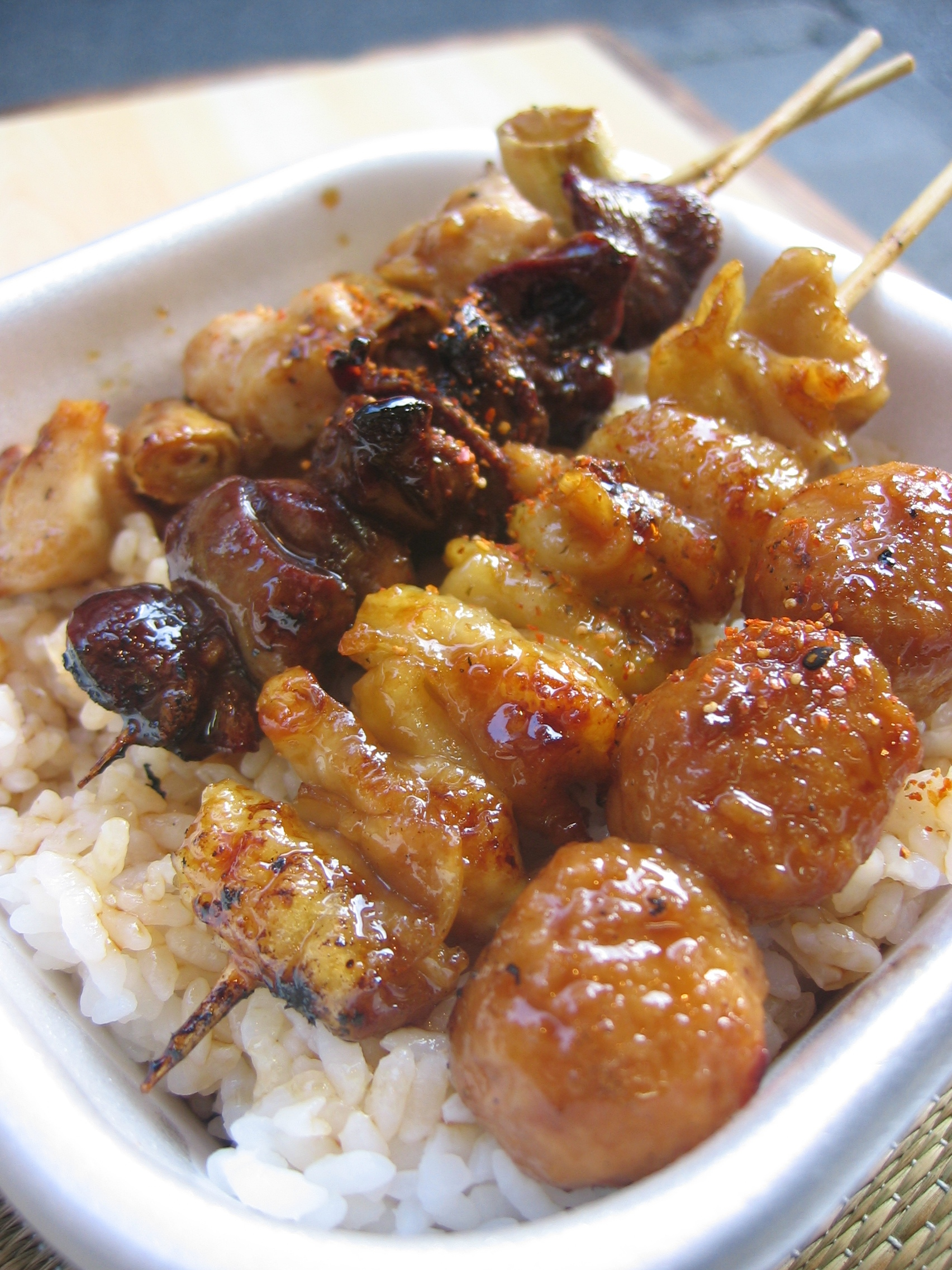
焼き鳥弁当

美唄、室蘭、福島、東松山、今治、長門、久留米は「日本七大焼き鳥」とされるが、同じ「焼き鳥」という呼称であっても、地域によっては味付けや付け合せ、使用する肉の部位、種類などが異なる。また、様々な食べ方や応用料理が存在する。

### 美唄（北海道）
北海道美唄市において、鶏の正肉と、内臓（きんかん、レバー、ハツ、砂肝等）と皮を1本の串に刺した2種類を塩コショウの味付けで食べる。詳細は美唄焼き鳥を参照。

### 室蘭・函館などの道南地方（北海道）
道南地方の焼き鳥は豚肉を用い、単に「焼き鳥」と言うと「豚串」のことを指す。「鶏肉でない」ことを強調したい場合は「精肉の焼き鳥」などと呼ぶ。室蘭やきとりは豚肉とタマネギを使用し、からしをつけて食べる。鶏肉で作る場合は「鶏肉の焼き鳥」「とり串」「とり精」などと呼ぶ。

### 盛岡（岩手県）
盛岡競馬場（岩手県盛岡市）の屋台村では「ジャンボ焼き鳥」が名物となっており、市内の焼き鳥店も同様の焼き鳥を提供する場合が多い。使用される鶏肉は大きく、これを2-3個串刺しにして焼く。味付けは塩であり、唐辛子をふりかけて食べる。

### 寒河江市・西村山郡（山形県）
山形県の寒河江市および西村山郡のやきとり屋では豚肉を使用したものが一般的である。豚足の塩ゆでを提供する店も多い。寒河江祭りに合わせて各店舗が駅前に出店を出す「やきとりBar（バル）」が開催される（2014年9月13日）。寒河江市HP

### 福島県
福島県では2001年より焼き鳥による町おこしを検討し「福島焼き鳥党」が設立されている。県内では「福島焼き鳥」と地鶏を使用した「いいとこ鶏」を広めている。福島市で2007年に「第1回やきとリンピック」を開催し、世界焼き鳥党は「ルワンダ焼き鳥」を認定メニューとした。

### 東松山（埼玉県）
埼玉県東松山市の焼き鳥は、豚のかしら肉を用い唐辛子などをブレンドした味噌だれを塗って食べる。「やきとり」を頼むとカシラが出され、タン、ハツなど他の部位にもネギを挟んで串に刺す。韓国出身の「大松屋」初代店主が1958年に考案し、周辺の店に教えて定着した。かしら肉の共同購入などのため1962年に結成された東松山焼鳥組合は、日本初の焼き鳥店同業組合である。

### 東京（東京都）
かつて江戸時代の神社参道などでは雀を主とする焼き鳥の露店が多かったが、その後になって他の肉も使用されて、全国に広まっていった歴史がある。使用する肉・部位はもも（鶏もも肉）が多く、ネギマとすることも多い。また昔と変わらない雀の焼き鳥を出す店もある。銀座周辺から神田周辺にかけては焼き鳥店が多く、サラリーマンが帰宅時に立ち寄る店としてメディアで放映される事も多い。

### 上田（長野県）
長野県上田市では昭和30年代より、醤油ベースのニンニク入りタレに漬ける食べ方が普及している。上田市だけでなく近隣の千曲市・坂城町などでも同様の食べ方をしている。

### 今治（愛媛県）
愛媛県今治市では、串に刺さず鉄板で焼く「焼き鳥」が広く出回っており、取り扱う店舗が多数ある。いわゆる串焼きの「焼き鳥」を扱う店舗も多数あり、これらを総して「今治焼鳥」「鉄板焼鳥」などと呼ぶ、独自の食文化がある。

### 長門（山口県）
山口県長門市には全国的にも珍しい養鶏専門の農業協同組合が組織される鶏肉の生産地である。日本海に面し天然の良好な漁場を持ち、豊富な水揚げによる水産加工業の発展を背景に、副産物となる餌の供給環境が整い養鶏業が盛んになった。鶏肉の生産地であり、朝挽きの新鮮な鶏肉を加工することが可能なことから、焼き鳥店での正肉の味付けは基本的に塩で鶏肉本来の旨味を味わうことが出来き、長門やきとりは食を語る上で中心となるコンテンツ。鶏肉の素材の良さに加えて、ねぎまには長ネギではなく玉ねぎを使用することやちぎりキャベツが添えられること、また、焼き鳥店には一味唐辛子や七味唐辛子だけではなく必ずガーリックパウダーが置かれていて、好みに応じてかけて食べるのが長門流。

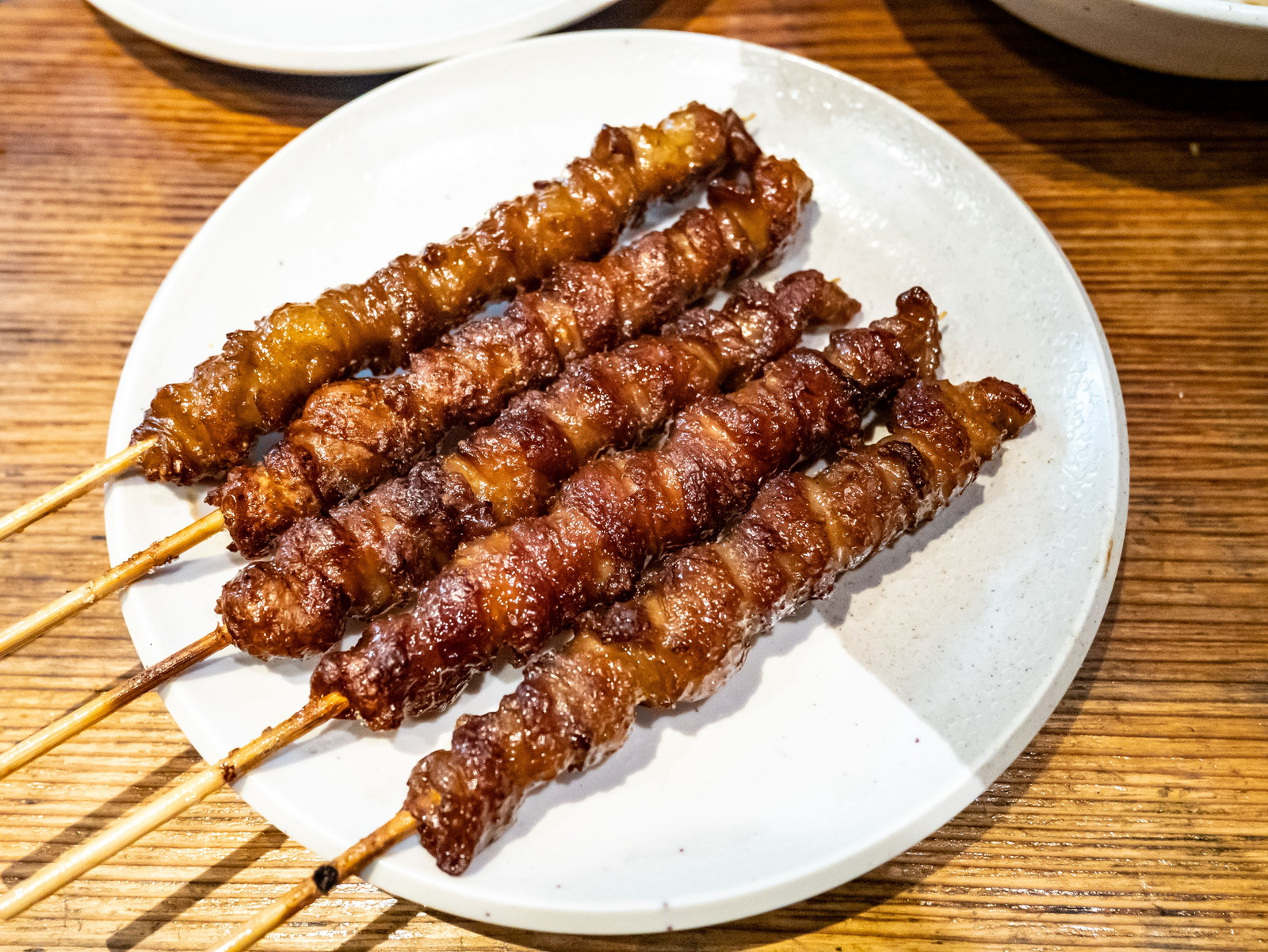
博多とりかわ

### 福岡市の「とり皮」
福岡県福岡市には、鶏の皮を螺旋状に串に巻き付けて焼いた「とり皮」が1980年頃から食べられている。脂分を減らすため、1週間近く毎日少し焼いて冷蔵庫で熟成させる店もある。

### 久留米（福岡県）
福岡県久留米市には屋台が多く、材料も鶏肉や豚肉のほか牛肉、豚もつ、野菜、魚介類（イカ、ホタテ、シシャモなど）を串焼きにしたものなどが供されている。福岡市を中心に豚足も同様に供されることがある。味付けは塩が中心である。

## 食べ方
焼き鳥を食べる時のマナーは、食べる直前に一口分ずつ串から外して食べるように書かれているマナー本がある一方で、1人が1つの串を上から順に食べていくことを前提とした味付けをしているのと、串から外すと熱と肉汁が逃げるため串から外さずに食べるようにという意見がある。なお、西洋の串焼き料理は例外なく食べる前に全ての食材を串から外して食べ始める。

## 全国やきとり連絡協議会
焼き鳥チェーン店を代表として2006年1月1日に設立した任意団体「全国やきとり連絡協議会」（全や連）がある。「全国やきとリンピック」の開催や、焼き鳥専門のフードテーマパークの開設などを行っており、現在は北海道の室蘭市と美唄市、福島県福島市、埼玉県東松山市、愛媛県今治市、山口県長門市、福岡県久留米市の7地域の焼き鳥店や地域おこし団体などが参加している。

## 他の料理や日本国外の料理

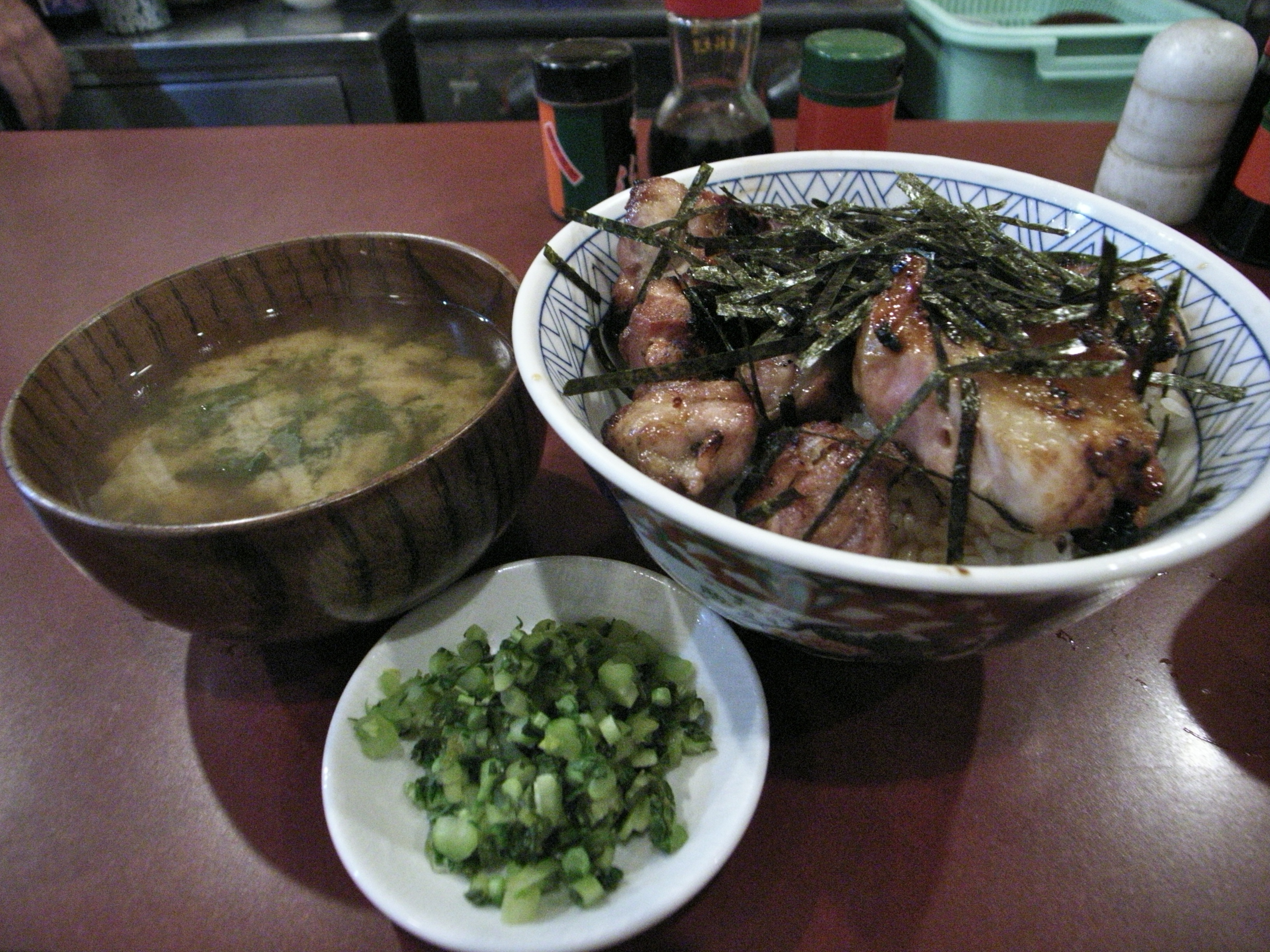
焼き鳥丼

「焼き鳥丼」は、焼き鳥のように焼き上げた鶏肉を丼飯に載せた丼物。ぼんじりを素材としたものは「ぼんじり丼」とも呼ぶ。
日本国外においても焼き鳥が食べられる店が増えている。居酒屋がメニューの一つに加えているような例だけでなく、焼き鳥屋専門店が出店している地域がある。中国の北京市や上海市では1990年代から複数の焼き鳥屋が営業をしている。これらの中には、日本のチェーン店が出展している例もあれば、日本の焼き鳥店で働いて焼き方やタレの作り方を覚えた中国人が開いた店もある。

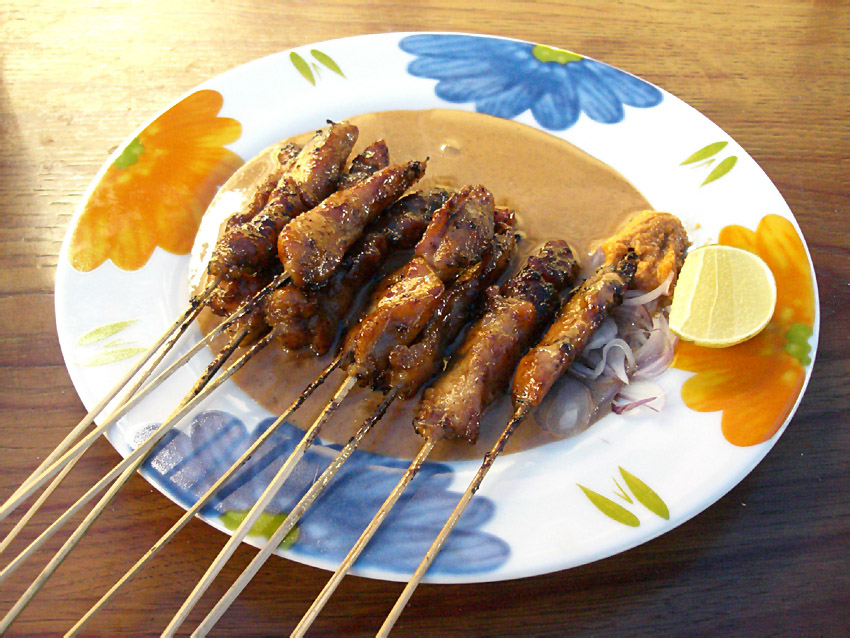
サテ

東南アジア地域（主にインドネシア、マレーシア）にて食されるサテ、もしくはサテイは外見上焼き鳥に類似しているため「東南アジア風焼き鳥」などと称されることがある。多くは鶏肉使用であるが、他の食肉で作る場合もあり、また竹串ではなくヤシの葉を乾燥させたものを串として使うことも多い。詳細は当該項目を参照。

## 焼き鳥から転じた言葉
コンピュータ
コンピュータのCPUが限界を超えた温度により破損し故障すること。ヒートシンクの取り付けミスなど発熱に対する冷却能力の不足などにより、AMDのAthlonの内でもコード名Thunderbirdコアのプロセスで生産されたCPUにこの種の故障が多発した事から、これら熱破損を「焼き鳥」とも呼ぶことがある（鳥＝Thunderbirdコア が 焼ける＝熱破損）。
写真
写真の用語で、人物などの背景にフェンスや細い街路灯の柱などの「縦の線」が写ってしまうこと。人物を串刺しにしているような絵になってしまうため。
航空関係
航空の俗語（主にターボファンジェットの旅客機のパイロットが使う）で、離陸時に鳥がジェットエンジンに突入すること（バードストライク）。また、その鳥のこと。鳥はコンプレッサによってバラバラになり、燃焼室によって黒焦げになるためにこのような俗称が付いた。
軍事関係
大日本帝国海軍の航空母艦加賀は煙突の艦内配管の関係で煙路近辺の区画の室温が40℃近くまで達してしまったため、艦上機を鳥に見立てて「焼き鳥製造機」というあだ名がついた。
麻雀
麻雀では一度も和了することができなかったプレイヤーに対するペナルティを焼き鳥という。その由来は、アガリの時の牌の組み合わせを飛ぶ鳥に見立て、転じて飛ぶことができない鳥を焼き鳥とかけたとするもの（焼き鳥は羽根が無い）、焼き鳥は「むしられる」からなど定かではない。